# Мороз, Геннадий Викторович
Генна́дий Ви́кторович Моро́з (бел. Генадзій Віктаравіч Мароз; род. 27 мая 1978, Жлобин, Гомельская область) — белорусский легкоатлет, специалист по прыжкам в высоту. Выступал на профессиональном уровне в 1997—2007 годах, обладатель бронзовой медали чемпионата мира в помещении, двукратный серебряный призёр Всемирных Универсиад, чемпион Европы среди юниоров, многократный победитель и призёр первенств республиканского значения, участник летних Олимпийских игр в Афинах.

## Биография
Геннадий Мороз родился 27 мая 1978 года в городе Жлобине Гомельской области Белорусской ССР.
Занимался лёгкой атлетикой в Гомеле, выступал за белорусское физкультурно-спортивное общество «Динамо».
Первого серьёзного успеха на международном уровне добился в сезоне 1997 года, когда вошёл в состав белорусской сборной и выступил на юниорском европейском первенстве в Любляне, где превзошёл всех соперников в прыжках в высоту и завоевал золотую награду.
В 1998 году стартовал на взрослом чемпионате Европы в Будапеште, в финал не вышел.
В 1999 году занял пятое место на молодёжном европейском первенстве в Гётеборге.
Будучи студентом, в 2001 году представлял Белоруссию на Всемирной Универсиаде в Пекине — выиграл серебряную медаль в прыжках в высоту, уступив только россиянину Алексею Кравцову.
В 2002 году был седьмым на чемпионате Европы в помещении в Вене, выступил на чемпионате Европы в Мюнхене.
В 2003 году взял бронзу на чемпионате мира в помещении в Бирмингеме, принял участие в чемпионате мира в Париже.
В 2004 году стал шестым на чемпионате мира в помещении в Будапеште, одержал победу на чемпионате Белоруссии в Минске. Благодаря череде удачных выступлений удостоился права защищать честь страны на летних Олимпийских играх в Афинах — на предварительном квалификационном этапе прыжков в высоту показал результат 2,25 метра, чего оказалось недостаточно для выхода в финал.
В 2005 году выступил на чемпионате мира в Хельсинки, стал серебряным призёром на Универсиаде в Измире.
В 2006 году выиграл зимний чемпионат Белоруссии в Могилёве.
Завершил спортивную карьеру по окончании сезона 2007 года.
Впоследствии проявил себя на тренерском поприще, занимал должность старшего тренера по прыжковым дисциплинам в сборной Белоруссии по лёгкой атлетике.